# Unterheiligenstädter Pfarrkirche

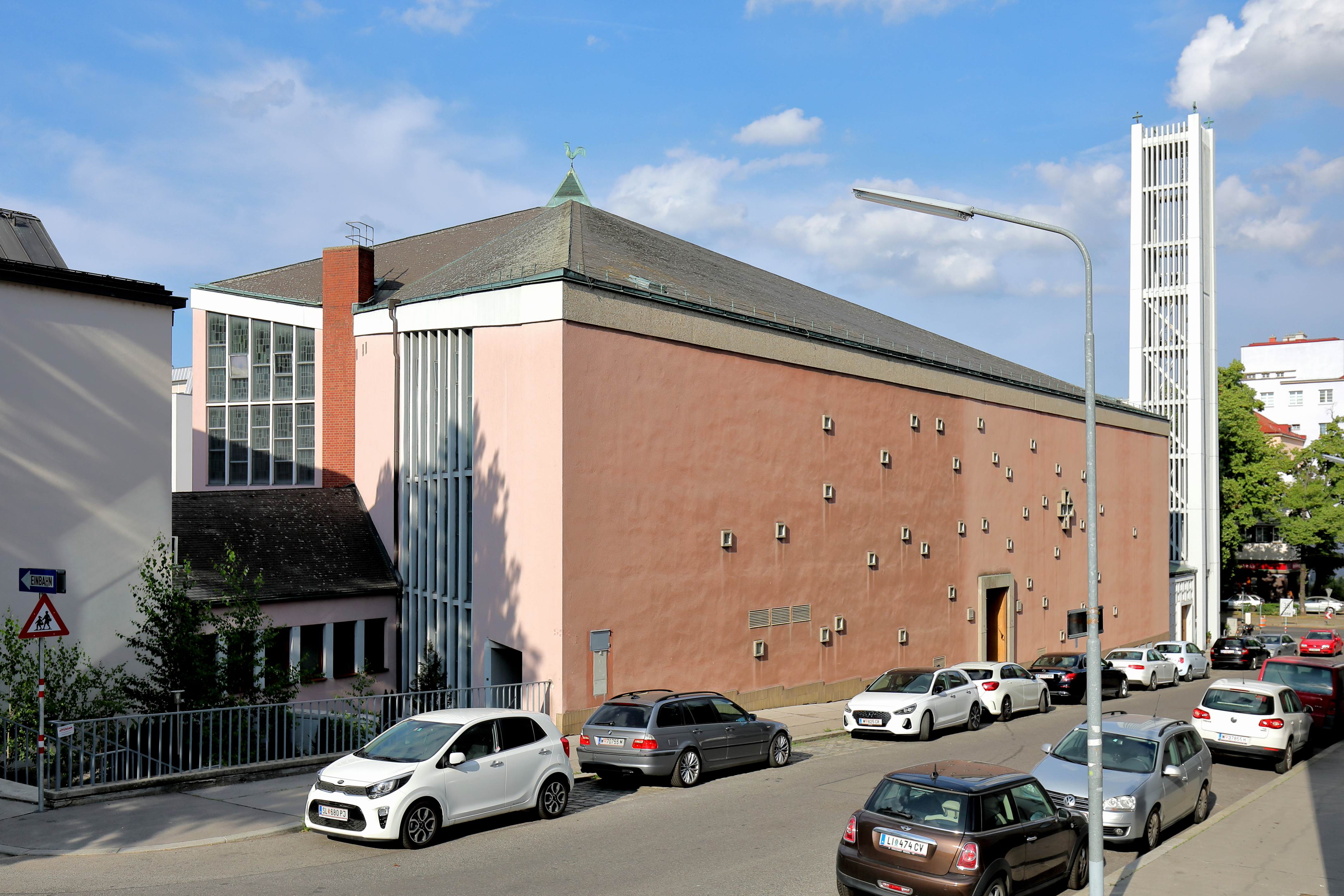
Die Unterheiligenstädter Pfarrkirche

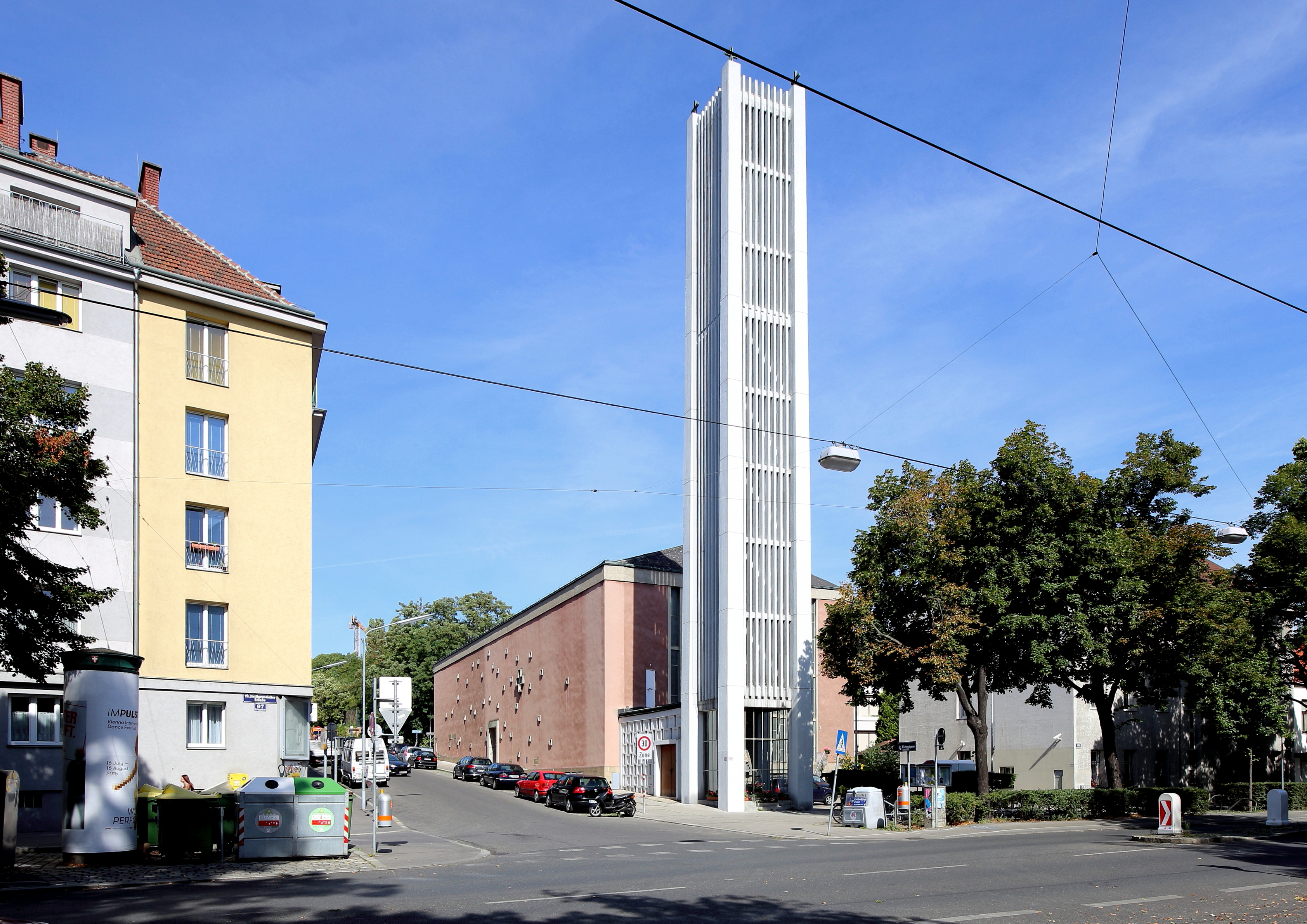
Südostansicht der Pfarrkirche

Die Unterheiligenstädter Pfarrkirche ist eine römisch-katholische Pfarrkirche im Stadtteil Heiligenstadt des 19. Wiener Gemeindebezirks Döbling. Sie ist der Maria, Mutter der Gnaden geweiht. 

## Geschichte
Anstoß für die Errichtung der Kirche in der Heiligenstädter Straße 101 gab der Bau des Karl-Marx-Hofs. 1931 kaufte die Kirche am Standort der heutigen Kirche ein Grundstück mit einem alten, ebenerdigen Haus. Das Haus war auf Grund von starker Durchfeuchtung bereits unbewohnbar, dennoch wurden eine Küche und eine Kammer in eine Kapelle umgewandelt. Diese wurde der Iberischen Mutter Gottes von Moskau geweiht. Nach dem Umbruch 1934 wurde von der neuen, autoritären Stadtverwaltung ein Kaffeehaus im Karl-Marx-Hof (Heiligenstädter Straße 82) in ein Gotteshaus umgewandelt. Dieses wurde jedoch 1939 in ein Versammlungslokal der Nationalsozialisten umgewandelt. Erst am 27. Oktober 1945 erlebte die Unterheiligenstädter Pfarrkirche eine Renaissance. An diesem Tag wurde am heutigen Standort eine Holzbaracke als Notkirche eingeweiht. Durch den Erwerb benachbarter Grundstücke konnte letztlich auch eine geeignete Kirche gebaut werden. Die Kirche wurde schließlich zwischen 1965 und 1966 nach einem Entwurf der Offenbacher Architekten Carl Müller und Wolfgang Müller (Büro Carl Müller und Sohn) errichtet und am 8. Dezember 1967 Maria, Mutter der Gnaden geweiht. Auch die Notkirche hatte bereits diese Widmung.
Seit 2018 feierte die Wiener Gemeinde der Syrisch-Maronitische Kirche von Antiochien ihre Gottesdienste in aramäischer und arabischer Sprache in der Kirche.

## Bauwerk
Das Kirchenbauwerk ist ein moderner, dreiseitig freistehender Bau mit abgerundetem Chorraum und Zeltdach. An den Seitenfronten öffnen sich Fensterschlitze zwischen lamellenartigen Betonpfeilern, die Fensteröffnung gegen die Klabundgasse sind unregelmäßig angeordnet. Auch der quadratische Glockenturm ist von Lamellenpfeilern durchzogen. Das Innere weist eine abgerundete Chorwand mit Sichtziegeln und eine durchgehende südliche Orgelempore auf. Sie ist mit einer Christusstatue aus Kupfer, einem Taufstein und Kreuz von Paul Peschke sowie Antikglasfester der Architekten ausgestattet.